# Park Jelitkowski
Park Jelitkowski (Park Jelitkowo) se nachází nad písečnými plážemi Gdaňského zálivu Baltského moře v obci Jelitkowo ve čtvrti Żabianka-Wejhera-Jelitkowo-Tysiąclecia města Gdaňsk v Pomořském vojvodství v Polsku. Jižní hranici parku tvoří Potok Oliwski (Jelitkowski). Park je populární destinací a prochází jim také cyklostezky. Kromě stromů, posezení, relaxace a výhledů na moře, park nabízí také občerstvení, dětské hřiště a kašnu. Na blízkou písečnou pláž vedou východy (Wejscie Gańsk) číslo 68 až 74. Park Jelitkowski je místo, kde se začala proměňovat vesnice Jelitkowo na přímořské lázně. Park byl založen v roce 1875 jako léčebný park.

## Galerie

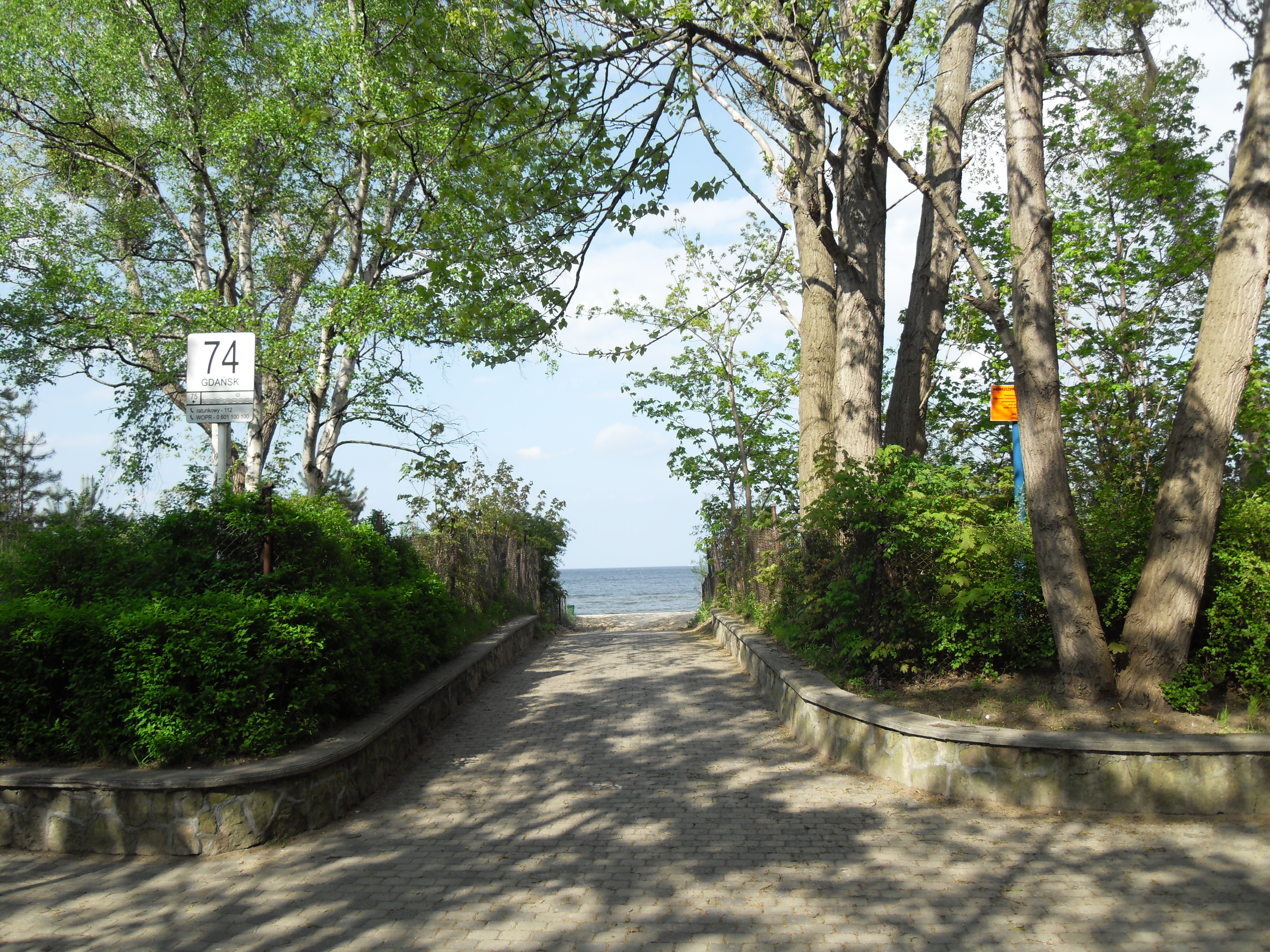
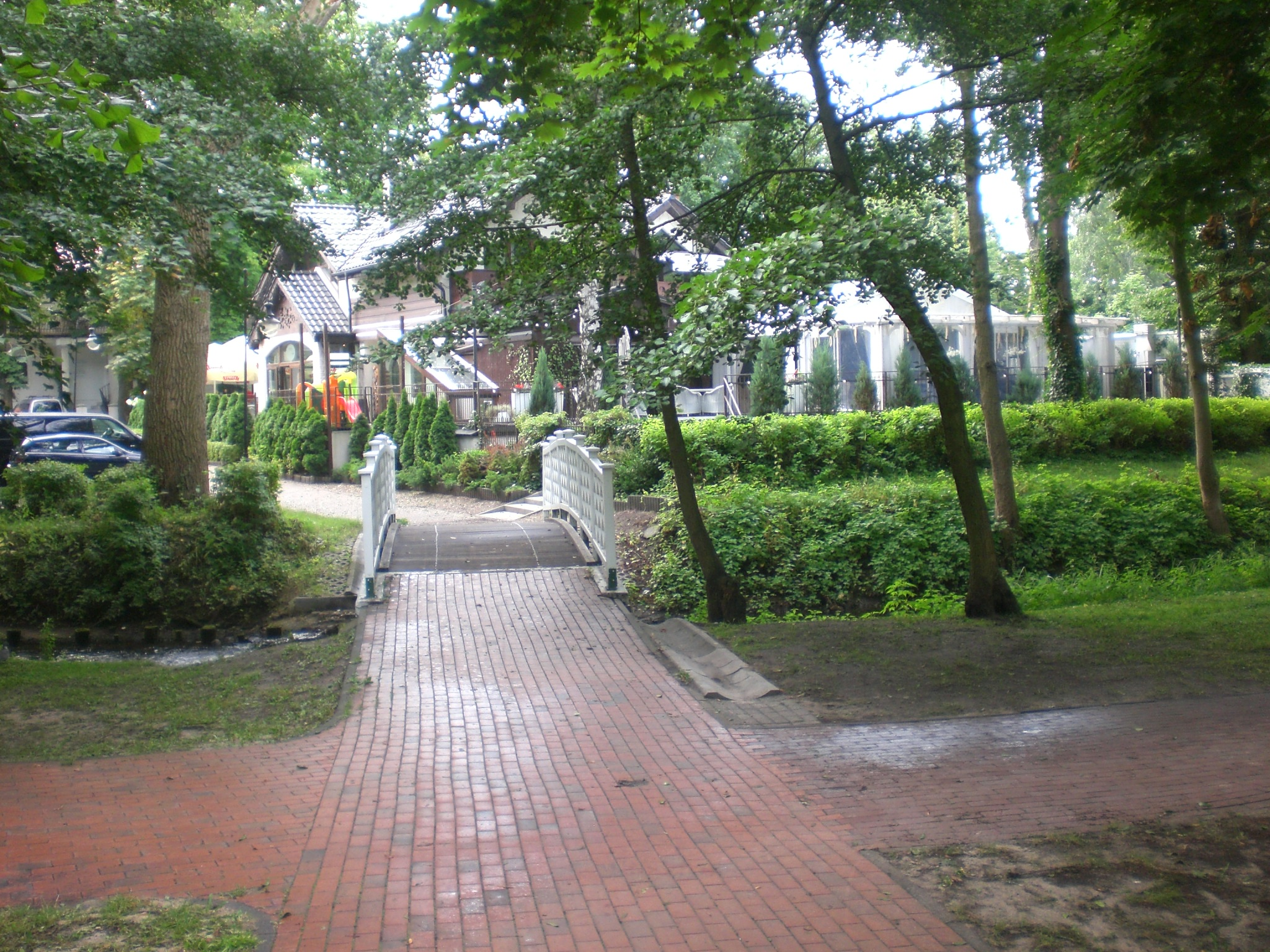
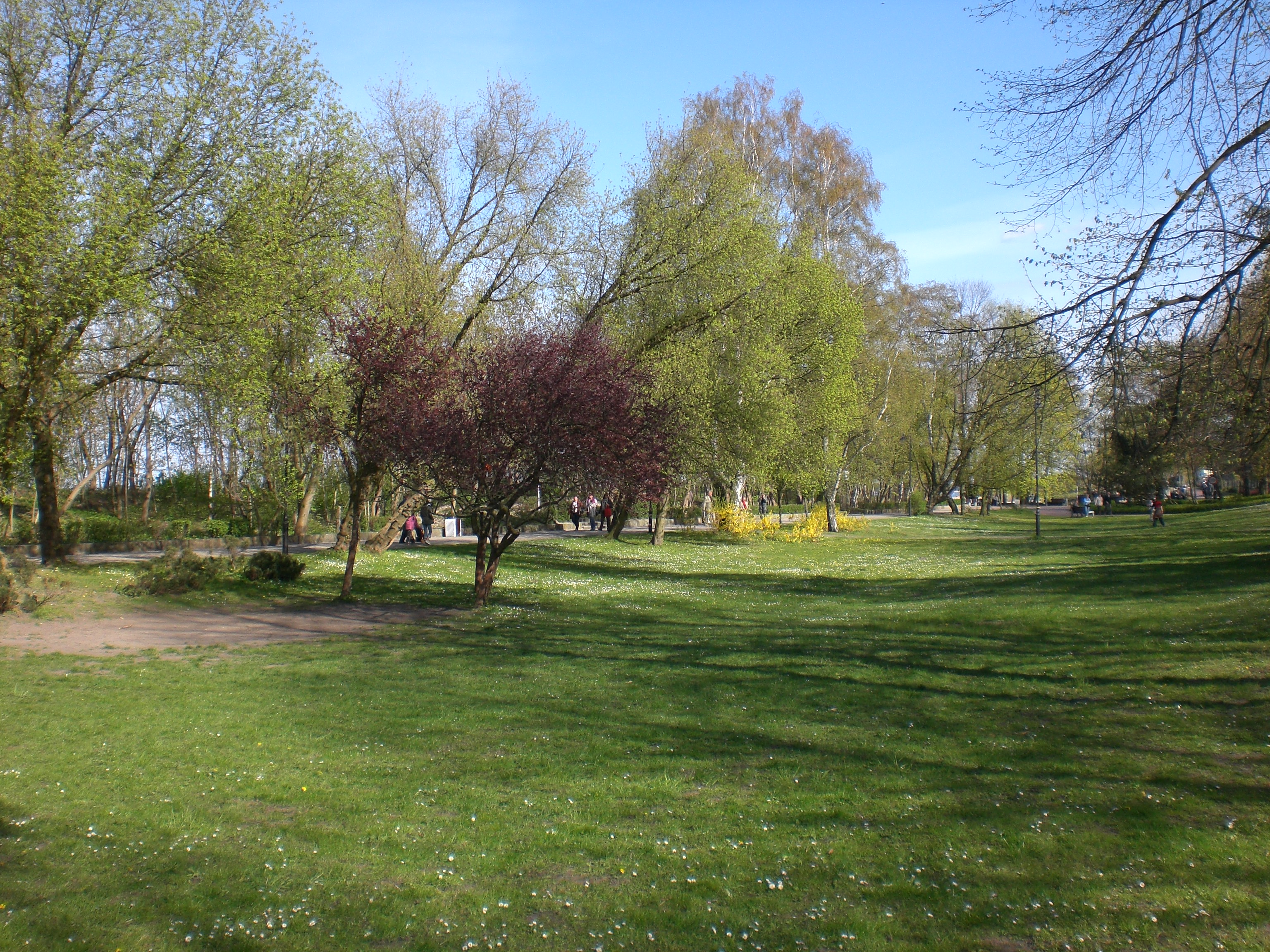